# Языки Лаоса
Официальным языком Лаоса является, согласно статье 75 Конституции страны, лаосский язык, относящийся к тайской группе тай-кадайских языков, в котором насчитывается пять главных диалектов, каждый из которых подразделяется на говоры (более 70). Также в стране распространены французский, тайский и вьетнамский. Ввиду расширения связей Лаоса с мировым сообществом, развития туризма, торговли, многие сайты коммерческих организаций и правительственных учреждений Лаоса имеют копии на английском или английском и французском языках.
Многочисленные народности Лаоса в этнолингвистическом плане подразделяются на 49 этнических групп и более 90 (по другим оценкам — более 140) подгрупп, среди которых представлены языки тайско-кадайской группы (тайские языки, к которым относится и собственно лаосский, дун-шуйские и кадайские языки), мон-кхмерской группы, тибето-бирманские языки и языки группы мяо-яо.